# Таврины

Таврины на карте Цизальпийской Галлии.

Таврины (лат. Taurini) — древнее кельтское или лигурийское племя, жившее в Цизальпийской Галлии — у основания Альп и в истоках реки По.
Упоминания тавринов в источниках немногочисленны: Тит Ливий (v. 34) и Страбон (iv. p. 209) описывают их местоположение, Плиний Старший сообщает, что они занимались фермерских хозяйством и собиранием кедровых орехов.
В 218 году до н. э. таврины были первыми атакованы Ганнибалом, перешедшим через Альпы и использовавших их противников инсубров. Их главный город, Taurasia, был захвачен после трёхдневной осады
В 27 году до н. э. на их территории была основана римская колония, называвшаяся сначала Castra Taurinorum, позднее — Julia Augusta Taurinorum, ставшая современным Турином.